# High Chaparral (cheval)
High Chaparral (1999-2014) est un cheval de course pur-sang, spécialisé dans les courses de plat. Vainqueur classique, il est aussi double lauréat de la Breeders' Cup Turf.

## Carrière de course
High Chaparral est acquis aux ventes de yearlings de Tattersalls en octobre 2000 pour 270 000 Guinées par l'écurie Coolmore et envoyé à l'entraînement chez Aidan O'Brien. Il débute à 2 ans, en septembre 2001, par une courte défaite : hormis dans les Prix de l'Arc de Triomphe, ce sera la seule de sa carrière. Il gagne son maiden une semaine plus tard et, preuve de l'estime que lui porte son entraîneur, est aussitôt envoyé disputer un groupe 1 anglais, le Racing Post Trophy, où il s'impose aisément. À l'heure des bilans de fin d'année, les classements sont écrasés par Coolmore, avec Johannesburg (Phoenix Stakes, Prix Morny, Middle Park Stakes), qui obtient le titre de 2 ans européen de l'année, Rock of Gibraltar, lauréat du Grand Critérium et des Dewhurst Stakes, et donc High Chaparral. C'est peu dire que Coolmore est bien armé avec cette génération : ses représentants ont à peu près tout gagné. Johannesburg et Rock of Gibraltar sont destinés à la vitesse et au mile, High Chaparral, étant donné ses origines, à la distance classique. Et pourtant aucun d'eux n'est favori pour les classiques du printemps : c'est (encore !) un autre poulain Coolmore, Hawk Wing, impressionnant vainqueur des National Stakes, qui est le favori tant des 2000 Guinées que du Derby d'Epsom. 
À 3 ans, High Chaparral effectue un retour tonitruant dans une Listed préparatoire, puis confirme ses ambitions à la faveur de sa victoire dans les Derby Trial Stakes. À Epsom, Michael Kinane, le premier jockey de Coolmore, a choisi Hawk Wing, qui vient pourtant d'être battu par Rock of Gibraltar dans les Guinées, laissant High Chaparral à Johnny Murtagh. Il a eu tort : Hawk Wing est bien battu par High Chaparral, et surtout les deux poulains laissent le troisième, le Godolphin Moon Ballad (futur vainqueur de la Dubaï World Cup), à une dizaine de longueurs. Parmi les quatre poulains Coolmore qui avaient brillé à 2 ans, la hiérarchie est désormais claire : Rock of Gibraltar est numéro 1 sur le mile, High Chaparral son alter ego sur la distance classique. Ce qu'il confirme trois semaines plus tard en s'adjugeant facilement l'Irish Derby, retrouvant pour l'occasion Michael Kinane, qu'il ne quittera plus désormais. High Chaparral l'emporte devant Sholokhov son leader (le cheval chargé de faire le train pour lui), et Ballingary, deux autres poulains Coolmore. Décidément, la toute-puissante écurie irlandaise ne laisse cette année-là et comme souvent que des miettes à ses adversaires. High Chaparral, quasiment invaincu, a désormais le Prix de l'Arc de Triomphe dont il est le favori devant deux Français, le Niárchos Sulamani et la Wildenstein Aquarelliste, l'Anglaise Islington et le Japonais Manhattan Cafe. Mais c'est un outsider qu s'impose, le Godolphin Marienbard, devant Sulamani et High Chaparral. Celui-ci est en appel trois semaines plus tard aux États-Unis dans la Breeders' Cup Turf, où il s'impose avec de la marge. Cette victoire, devant les spécialistes américains de la distance et de la surface, lui vaut le titre de cheval de l'année sur le gazon, tandis qu'en Europe les Cartier Racing Awards sont trustés par Rock of Gibraltar, qui pendant ce temps a enquillé cinq groupe 1 consécutifs. 
La saison 2003 de High Chaparral ressemble à la précédente : il gagne tout, sauf le Prix de l'Arc de Triomphe. Il fait une rentrée tardive, en août, avec Longchamp en ligne de mire, puis ferraille victorieusement avec le champion italien Falbrav dans les Irish Champion Stakes, et se présente une nouvelle fois en favori dans l'Arc, honneur qu'il partage avec le formidable 3 ans français Dalakhani. Et une nouvelle fois il doit se contenter de la troisième place, battu nettement par le petit poulain gris de l'Aga Khan et le dur à cuire anglais Mubtaker. Et comme l'année dernière, il enchaîne avec la Breeders' Cup Turf où il retrouve Falbrav et Sulamani. Ce sont ses adieux à la piste et High Chaparral ne se loupe pas, mais il s'en faut d'un souffle : à l'issue d'une lutte farouche à trois avec Falbrav et l'Américain Johar, il doit partager la victoire avec ce dernier, réalisant le premier dead-heat de l'histoire de la Breeders' Cup, devant Falbrav à une courte tête. Cette performance lui vaudra le cinquième rating mondial de l'année, 127. Et s'il voit encore les titres européens lui échapper (Dalakhani est élu cheval de l'année, Falbrav meilleur cheval d'âge), High Chaparral se console avec un deuxième Eclipse Award et quitte la scène riche d'un palmarès conséquent, dix victoires et trois places en treize courses, six groupe 1.  

### Résumé de carrière
| Date         | Hippodrome     | Pays        | Course                    | Statut     | Distance   | Jockey       | Place      | Écart      | Vainqueur ou deuxième |
| 2001 2 ans   | 2001 2 ans     | 2001 2 ans  | 2001 2 ans                | 2001 2 ans | 2001 2 ans | 2001 2 ans   | 2001 2 ans | 2001 2 ans | 2001 2 ans            |
| ------------ | -------------- | ----------- | ------------------------- | ---------- | ---------- | ------------ | ---------- | ---------- | --------------------- |
| 30 septembre | Punchestown    | Irlande     | Maiden                    |            | 1 500 m    | M. Kinane    | 2e / 18    | cte tête   | Hot Trotter           |
| 7 octobre    | Tipperary      | Irlande     | Maiden                    |            | 1 400 m    | S. Heffernan | 1er / 16   | 2 ½        | Querin Pier           |
| 27 octobre   | Doncaster      | Royaume-Uni | Racing Post Trophy        | Gr. 1      | 1 600 m    | K. Darley    | 1er / 6    | 3/4        | Castle Gandolfo       |
| 2002, 3 ans  |                |             |                           |            |            |              |            |            |                       |
| 14 avril     | Leopardstown   | Irlande     | Ballysax Stakes           | Listed     | 2 000 m    | M. Kinane    | 1er / 7    | 7          | Twentytwoandchange    |
| 12 mai       | Leopardstown   | Irlande     | Derby Trial Stakes        | Gr. 3      | 2 000 m    | S. Heffernan | 1er / 6    | 1          | Time's Eye            |
| 8 juin       | Epsom          | Royaume-Uni | Derby                     | Gr. 1      | 2 400 m    | J.P. Murtagh | 1er / 12   | 2          | Hawk Wing             |
| 30 juin      | Curragh        | Irlande     | Irish Derby               | Gr. 1      | 2 400 m    | M. Kinane    | 1er / 9    | 3 ½        | Sholokhov             |
| 6 octobre    | Longchamp      | France      | Prix de l'Arc de Triomphe | Gr. 1      | 2 400 m    | M. Kinane    | 3e / 16    | 1 ¼        | Marienbard            |
| 26 octobre   | Arlington Park | États-Unis  | Breeders' Cup Turf        | Gr. 1      | 2 400 m    | M. Kinane    | 1er / 8    | 1 ¼        | With Anticipation     |
| 2003, 4 ans  |                |             |                           |            |            |              |            |            |                       |
| 10 août      | Curragh        | Irlande     | Royal Whip Stakes         | Gr. 2      | 2 000 m    | M. Kinane    | 1er / 6    | 3/4        | Imperial Dancer       |
| 6 septembre  | Leopardstown   | Irlande     | Irish Champion Stakes     | Gr. 1      | 2 000 m    | M. Kinane    | 1er / 7    | enc.       | Falbrav               |
| 6 octobre    | Longchamp      | France      | Prix de l'Arc de Triomphe | Gr. 1      | 2 400 m    | M. Kinane    | 3e / 13    | 5 ¾        | Dalakhani             |
| 25 octobre   | Arlington Park | États-Unis  | Breeders' Cup Turf        | Gr. 1      | 2 400 m    | M. Kinane    | 1er / 9    | dead-heat  | (Johar)               |

## Au haras
High Chaparral entre au haras à Coolmore au tarif de 30 000 € la saillie. Jusqu'à sa mort prématurée, en 2014, ce tarif va baisser puis remonter à son niveau originel : preuve d'une constance dans la production de cet étalon qui a donné une vingtaine de lauréats de groupe 1. Ce score élevé, il le doit surtout à sa production océanienne puisqu'il fait la navette avec l'Australie. Parmi ses meilleurs produits, citons (avec le nom du père de mère entre parenthèses) : 
- So You Think (Tights) : Cox Plate x2, Tattersalls Gold Cup x2, Yalumba Stakes, Underwood Stakes, MacKinnon Stakes, Eclipse Stakes, Irish Champion Stakes, Prince of Wales's Stakes.
- Toronado (Grand Slam) : Sussex Stakes, Queen Anne Stakes.
- Dundeel (Zabeel) : Spring Champion Stakes, Australian Derby, Underwood Stakes, ATC Queen Elizabeth Stakes, Rosehill Guineas, Randwick Guineas.
- Shoot Out (Pentire) : Chipping Norton Stakes x2, Australian Derby, George Main Stakes, Randwick Guineas
- Contributer (Exit to Nowhere) : Chipping Norton Stakes, Ranvet Stakes.

High Chaparral est aussi le père de mère de Look de Vega (Prix du Jockey Club) et de Ruling Court (2000 Guinées). Il meurt le 21 décembre en Irlande, à 15 ans, des suites d'une opération consécutive à une crise de coliques, une pathologie souvent fatale pour les chevaux.

## Origines
High Chaparral est issu d'une formule magique : Sadler's Wells sur une fille de Darshaan, un croisement à la réussite exceptionnelle puisqu'il a donné pas moins d'une vingtaine de lauréats de groupe 1. Son éleveur, Sean Coughlan, avait acquis sa mère, Kasora, demeuré inédite, en 1996 pour l'équivalent de 350 000 € à l'époque. Une très bonne affaire, à en juger par sa remarquable production. Il s'agit d'une belle souche Dupré/Aga Khan que l'on peut faire dérouler à partir de la troisième mère, la championne Koblenza : 
Koblenza (1966, Hugh Lupus) : Poule d'Essai des Pouliches, Prix de la Grotte, mère de :
- Korinetta (1976, Petingo), mère de : 
  - Kazaroun (Alleged) : Gordon Stakes (Gr.3), Cumberland Lodge Stakes (Gr.3), 2e Yorkshire Cup (Gr.2), 3e Jockey Club Stakes (Gr.2), Select Stakes (Gr.3).
- Kozana (1982, Kris) : Prix de Malleret (Gr.2), Prix de Sandringham (Gr.3), 2e Prix du Moulin de Longchamp, 3e Prix de l'Arc de Triomphe. Mère de :
  - Khoraz (The Minstrel) : 2e Premio Paroli (Gr.1), Oak Tree Turf Championship Stakes (Gr.1), 3e National Stakes
  - Kasora, mère de :
    - Black Beard Island (Sadler's Wells) : Dante Stakes (Gr.2), 2e Secretariat Stakes (Gr.1), 3e King Edward VII Stakes (Gr.2), Prix La Force (Gr.3)
    - Chenchikova (Sadler's Wells) : 4e Park Express Stakes (Gr.3), mère de :
      - Fancy Blue (Deep Impact) : Prix de Diane, Nassau Stakes, 2e Irish 1000 Guineas, 3e Matron Stakes.
      - Smuggler's Cove (Fastnet Rock) : 3e Dewhurst Stakes.
      - Casterton (Fastnet Rock) : 3e Prix de Lutèce (Gr.3).

    - Mora Bai (Indian Ridge), mère de :
      - Hunting Horn (Camelot) : MVRC Moonee Valley Gold Cup (Gr.2), Hampton Court Stakes (Gr.3), 2e Prix Niel, 3e Belmont Derby Invitational Stakes (Gr.1), Classic Trial (Gr.3), Chester Vase (Gr.3), 4e Dubai Sheema Classic, Man o'War Stakes, Prince of Wales's Stakes

    - Let's Misbehave (Montjeu), mère de :
      - Leffard (Le Havre) : Grand Prix de Paris.

    - High Chaparral

### Pedigree
| Origines de High Chaparral (IRE), mâle bai né en 1999 | Origines de High Chaparral (IRE), mâle bai né en 1999 | Origines de High Chaparral (IRE), mâle bai né en 1999 | Origines de High Chaparral (IRE), mâle bai né en 1999 |
| ----------------------------------------------------- | ----------------------------------------------------- | ----------------------------------------------------- | ----------------------------------------------------- |
| Père Sadler's Wells B. 1981                           | Northern Dancer 1961                                  | Nearctic                                              | Nearco                                                |
| Père Sadler's Wells B. 1981                           | Northern Dancer 1961                                  | Nearctic                                              | Lady Angela                                           |
| Père Sadler's Wells B. 1981                           | Northern Dancer 1961                                  | Natalma                                               | Native Dancer                                         |
| Père Sadler's Wells B. 1981                           | Northern Dancer 1961                                  | Natalma                                               | Almahmoud                                             |
| Père Sadler's Wells B. 1981                           | Fairy Bridge 1975                                     | Bold Reason                                           | Hail to Reason                                        |
| Père Sadler's Wells B. 1981                           | Fairy Bridge 1975                                     | Bold Reason                                           | Lalun                                                 |
| Père Sadler's Wells B. 1981                           | Fairy Bridge 1975                                     | Special                                               | Forli                                                 |
| Père Sadler's Wells B. 1981                           | Fairy Bridge 1975                                     | Special                                               | Thong                                                 |
| Mère Kasora 1993                                      | Darshaan 1981                                         | Shirley Heights                                       | Mill Reef                                             |
| Mère Kasora 1993                                      | Darshaan 1981                                         | Shirley Heights                                       | Hardiemma                                             |
| Mère Kasora 1993                                      | Darshaan 1981                                         | Delsy                                                 | Abdos                                                 |
| Mère Kasora 1993                                      | Darshaan 1981                                         | Delsy                                                 | Kelty                                                 |
| Mère Kasora 1993                                      | Kozana 1982                                           | Kris                                                  | Sharpen Up                                            |
| Mère Kasora 1993                                      | Kozana 1982                                           | Kris                                                  | Doubly Sure                                           |
| Mère Kasora 1993                                      | Kozana 1982                                           | Koblenza                                              | Hugh Lupus                                            |
| Mère Kasora 1993                                      | Kozana 1982                                           | Koblenza                                              | Kalimara (famille 1-n)                                |